# La Bonita
La Bonita ist eine Ortschaft und die einzige Parroquia urbana im Kanton Sucumbíos der ecuadorianischen Provinz Sucumbíos. Die Parroquia besitzt eine Fläche von 127,5 km². Beim Zensus 2010 wurden 811 Einwohner gezählt. Davon wohnten 549 Einwohner im Hauptort.

## Lage
Die Parroquia La Bonita liegt im Norden von Ecuador an der kolumbianischen Grenze. Die Parroquia liegt an der Ostflanke der Cordillera Real. Der Río Chinguales, linker Quellfluss des Río Aguarico, fließt entlang der östlichen Verwaltungsgrenze nach Süden und bildet dabei die Staatsgrenze. Die Fernstraße E10 (Julio Andrade–Nueva Loja) verläuft unweit des Flusslaufs. Der etwa 1940 m hoch gelegene Hauptort befindet sich an der E10 oberhalb des Río Chinguales etwa 85 km westnordwestlich der Provinzhauptstadt Nueva Loja.
Die Parroquia La Bonita grenzt im Osten an Kolumbien, im Süden an die Parroquia Rosa Florida, im Westen an die Parroquias La Sofía und El Playón de San Francisco sowie im Norden an die Parroquia Santa Bárbara.

## Geschichte
Mit der Schaffung des Kantons Sucumbíos am 31. Oktober 1955 wurde La Bonita eine Parroquia urbana und Sitz der Kantonsverwaltung.